# Estádio Jalan Besar
O Estádio Jalan Besar (chinês simplificado: 惹兰勿刹体育场) é um estádio de futebol localizado em Jalan Besar, na área de Kallang de Singapura e é actualmente o estádio dos Young Lions, uma equipa de futebol da S-League. Também foi o estádio para os jogos caseiros da equipa de futebol dos Singapore LIONSXII durante a época de 2012 da Super Liga da Malásia. O estádio pode ainda ser usado pela selecção nacional de futebol de Singapura, já que o Estádio Nacional de Singapura está a ser renovado. A capacidade do Estádio Jalan Besar é de 8000 lugares. Também faz parte do Centro Desportivo e Recreativo de Jalan Besar, uma infraestrutura de desportos comunitária que inclui um estádio e um complexo de natação.

## História
O estádio original foi aberto no Boxing Day (26 de Dezembro) de 1929 e é considerado o lugar de nascimento do futebol de Singapura. Jogos da Taça Malaia foram jogados neste estádio entre 1932 e 1966, e jogos da Taça da Malásia entre 1967 e 1973.
Durante a Ocupação Japonesa, o estádio foi um dos sítios de triagem do Massacre Sook Ching. Durante a guerra, o estádio continuou aberto e foi também usado como centro de linguagem para o ensino do Japonês.
O estádio também acolheu alguns eventos de relevo na história de Singapura, como ter sido a sede do primeiro Festival da Juventude de Singapura (1955), a primeira sede do Dia das Forças Armadas de Singapura (1969) e acolheu ainda o Desfile do Dia Nacional de 1984.
O estádio original foi encerrado em Dezembro de 1999 para ser reconstruído. O novo estádio foi aberto em Junho de 2003 com uma capacidade de 6000 espectadores. Curiosamente, a posição do relvado manteve-se exactamente na mesma posição do anterior estádio.
Em 2006, sob o plano GOAL da FIFA, o estádio levou um novo relvado, com o novo a ter 1 Estrela FIFA. O custo da nova camada foi de 1 milhão de dólares, cobertos pelo Programa GOAL da FIFA e pelo Plano de Assistência Financeira da FIFA. The cost of relaying the pitch cost $1 million was funded by the  FIFA Goal Programme and FIFA Financial Assistance Plan. Em 2008 foi colocado um novo relvado novamente, com o custo de 400.000 dólares americanos e 2 Estrelas FIFA (relvado artificial com melhor qualidade). O custo foi totalmente coberto pela FIFA, sob o segundo Projecto GOAL.
O estádio acolhe jogos da S-League que são transmitidos em directo no canal de televisão por cabo StarHub todas as quintas-feiras.
A 24 de Julho de 2010, foi usado para um jogo amigável entre o Burnley F.C. e a selecção nacional de Singapura.
Durante as Olimpíadas da Juventude de 2010, realizadas em Singapura, o estádio acolheu partidas dos torneios de futebol masculino e feminino.